# Ulrich von Liechtenstein
Ulrich von Liechtenstein (*c. 1200; † 26. Janeiro de 1275) exerceu funções políticas e foi Minnesänger, tendo escrito em alto alemão médio.
Pertencia a uma influente linhagem de ministeriais da região de Steiermark cujo nome fazia referência a um local sudeste de Judenburg, hoje ruína, não tendo ligação com outras acepções. Como político desempenhou papéis importantes que levaram a citação de seu nome em 95 documentos oficiais.

## Obra
Ulrich reuniu 58 tons (sg. don, pl. doene, combinação de melodia, cadência e estrutura de rima originais) de sua autoria em seu Frauendienst (aam:Vrowedienst). Parte de sua obra se encontra também no Codex Manesse, tendo ela sido especialmente influenciada por Walther von der Vogelweide. Em suas canções, Ulrich trata sobretudo da descrição da vida de cavaleiro que canta por sua dama. É difícil julgar o quanto de dados autobiográficos a obra contém. Certo é que  algumas passagens revelam pontos não mais tão harmônicos na tradição da Minnecanção, até então cultivada. Ulrich contrasta, por vezes de forma irônica, a decadência dos valores sociais com o ideal do Minnesang, de modo que este pareça utópico. No entanto, sua obra não se afasta desse ideal.

## Literatura
1. ↑  Burghart Wachinger. Die deutsche Literatur des Mittelalters. «Verfasserlexikon» Band 1-10. Berlin: Verlag Walter de Gruyter, 2001.